# Монтемарчано
Монтемарча̀но (на италиански: Montemarciano) е град и община в Централна Италия, провинция Анкона, регион Марке. Разположен е на 92 m надморска височина. Населението на общината е 9971 души (към 2010 г.).